# Estadio Tres de Marzo
Das Estadio Tres de Marzo (deutsch Stadion 3. März) ist ein auf dem Campus der Universidad Autónoma de Guadalajara (Autonome Universität von Guadalajara) gelegenes Fußballstadion, das sich in dem westlich an Guadalajara grenzenden Vorort Zapopan befindet. Der Name wurde gewählt, weil die Universität am 3. März 1935 gegründet wurde. Das Stadion ist Heimspielstätte des mexikanischen Erstligavereins Estudiantes Tecos, wird aber auch für Open-Air-Konzerte genutzt.

## Geschichte
Nachdem die Gremien der größten privaten Universität im Großraum von Guadalajara beschlossen hatten, eine Profifußballmannschaft auf die Beine zu stellen, die 1971 einen Startplatz in der damals drittklassigen Tercera División erhielt, musste gleichzeitig ein geeigneter Sportpark errichtet werden. Er fasste seinerzeit rund 3.000 Zuschauer und war für die dritte Liga konzipiert.
Doch der Mannschaft gelang bereits nach zwei Jahren der Aufstieg in die damals noch zweitklassige Segunda División, für die strengere Kriterien galten. Beispielsweise mussten die Stadien der in dieser Liga spielenden Vereine mindestens 15.000 Besucher aufnehmen können. Das Stadion wurde entsprechend ausgebaut. Doch die Fußballer stiegen 1975 abermals auf. Diesmal in die Primera División, die höchste Spielklasse. Erneut wurde ein Ausbau erforderlich und die Kapazität auf 22.000 erhöht.
Etwa zehn Jahre später wurde das Stadion als Spielstätte für die in Mexiko ausgetragene Fußball-Weltmeisterschaft 1986 auserkoren, was neben einer Modernisierung einen weiteren Ausbau nach sich zog. Das offizielle Fassungsvermögen während der WM 1986 belief sich auf exakt 30.015 Plätze. Hier wurden zwei Spiele der Vorrundengruppe D ausgetragen, in der auch Rekordweltmeister Brasilien vertreten war. Dessen Spiele wurden ausnahmslos im wesentlich größeren Estadio Jalisco ausgetragen. Im Estadio Tres de Marzo fanden zwei Gruppenspiele der Mannschaft von Nordirland statt: am 3. Juni gegen Algerien (1:1) und am 7. Juni gegen Spanien (1:2).
Die bisher letzte Modernisierung fand 1999 statt. Dabei wurde das Fassungsvermögen des selten ausverkauften Stadions wieder auf 22.000 reduziert.

## Konzerte
- 8. und 9. Februar 2003 – Shakira, Tour of the Mongoose
- 5. April 2011 – Shakira, The Sun Comes Out World Tour
- 3. Mai 2011 – Lady Gaga, The Monster Ball Tour
- 1. Dezember 2011 – Britney Spears, Femme-Fatale-Tour